# Memphis Blues (álbum)
Memphis Blues es el undécimo álbum de estudio de la cantante estadounidense Cyndi Lauper, publicado el 22 de junio de 2010 por la compañía discográfica Downtown Records. Los temas elegidos se caracterizan por su tono oscuro y poco conocidos aún para los amantes del género, por lo que las versiones de Lauper podrían sonar como temas originales para muchos, hasta la fecha cuenta con 600,000 copias vendidas.

## Aviso por Twitter
Cuando Cyndi Lauper les dijo a sus fanáticos que lanzaría un nuevo álbum surgieron encuestas entre los fanáticos para que estilo debía ser; del cual ganó Rock pop. Lauper anunció a través de su cuenta oficial de Twitter en diciembre de 2009 que ella iba a grabar un álbum de Blues. Con el productor Scott Bomar, su frecuente colaborador de Bill Wittman e invitados especiales como B. B. King, Charlie Musselwhite, Ann Peebles y Allen Toussaint.

## Gira Musical

### Crítica
Es la clase de disco que nunca trasciende las buenas intenciones que sirvieron de inspiración para crearlo
The Boston Globe

La respuesta de la crítica ha sido variada. Algunos alaban la valentía de Lauper de adentrarse en terrenos pocos visitados por una estrella del pop, algunos aseguran que es un paso que no debió tomar.

Más allá de los calificativos y con uno de los proyectos más personales y melancólicos de su carrera, Lauper, de 57 años, demuestra que, no siempre, las chicas solo quieren divertirse.
La Nación

Sin embargo, no todo es negativo y otros medios como el diario New York Post destacan la pasión con la que la vocalista impregnó este material, el cual calificó como un esfuerzo estelar o extraordinario.
Las canciones mejor recibida por la crítica fueron Early in the Morning y Romance in the Dark.

### Mejor Álbum
Cyndi Lauper siempre será una de las chicas que sólo querían divertirse. Ella lo sabe y no pretende huir de su canción más famosa, que resultó oda al hedonismo de polainas. Pero tampoco se conserva este. Tanto es así que al término de 57 años, lanzó este disco con los estándares del blues. 
Cyndi trae un excelente equipo de músicos del género, como el pianista Allen Toussaint, y el armonicista Charlie Musselwhite (que inspiró el actor Dan Aykroyd en la película de los hermanos Pau de Cara). Incluso el guitarrista BB King aparece en "Early In The Morning". Habida cuenta de las credenciales, junto con el timbre de la escalada notable y ya se ha consolidado Cyndi, el quinto trabajo de la cantante en nueve años es su mejor momento. Tal vez desde el 80 º. Pero es imposible comparar dos mundos. (Billboard Brasil 07 2010 - por Pimentel, Luiz Cesar)

## Lista de canciones
1. "Just Your Fool" (feat. Charlie Musselwhite) (Marion Walter Jacobs) - 3:40
2. "Shattered Dreams" (feat. Allen Toussaint) (Lowell Fulsom, Washington Fernando) - 3:53
3. "Early in the Mornin" (feat. Allen Toussaint y BB King) (Leo Hickman, Louis Jordan, Dallas Bartley) - 3:52
4. "Romance in the Dark" (Roxanne Seeman y Steinke Philipp) - 5:45
5. "How Blue Can You Get?" (Feat. Johnny Lang) (Jane Feather) - 5:25
6. "Down Don't Bother Me" (feat. Charlie Musselwhite) (Albert King) - 3:04
7. "Don't Cry No More" (Don Robey) - 2:45
8. "Rollin 'and Tumblin'"(feat. Ann Peebles) (Tradicional) (Muddy Waters) - 3:30
9. "Down So Low" (Tracy Nelson) - 3:56
10. "Mother Earth" (Memphis Slim) (feat. Allen Toussaint) (Peter Chatman) - 5:20
11. "Crossroads"(feat. Jonny Lang) (Robert Johnson) - 4:45
12. "Wild Women Don't Get the Blues"[MP3 Amazon.com y bonus track] Brasil - 3:23
13. "I Don't Wanna Cry" (feat. Leo Gandelman) [bonus Brasil] - 4:40

## Rendimiento
Memphis Blues es el tercer álbum de Lauper más alto en el Billboard 200 de su carrera sólo detrás de sus dos primeros lanzamientos She's So Unusual y True Colors. Además siete canciones del álbum clasificado en el Top 25 en Billboard's Blues, incluyendo un #1 con "Crossroads". Además se mantuvo por 13 semanas seguidas en el puesto número 1 del Billboard Blues Albums. Y pudo encabezar las listas álbum de blues en las tiendas digitales de iTunes en Nueva Zelandia, Australia, Francia, Alemania, Bélgica, Finlandia, Italia, Luxemburgo, Noruega, Portugal, Austria, España, Suiza y Países Bajos.
| Chart (2010)                          | Mayor Posición |
| ------------------------------------- | -------------- |
| Billboard 200                         | 26             |
| Billboard Blues Albums Year-End Chart | 1              |
| Billboard Blues Albums                | 1              |
| Billboard Digital Albums              | 21             |
| Billboard Independent Albums          | 2              |
| Billboard Tastemaker Albums           | 12             |
| Belgium Albums Chart (Wallonia)       | 79             |
| Belgium Albums Chart (Flanders)       | 77             |
| Cashbox Top Popular Albums            | 19             |
| Cashbox Top Blues Albums              | 1              |
| Canadian Albums Chart                 | 45             |
| German Albums Chart                   | 77             |
| Greek Albums Chart                    | 45             |
| Swiss Albums Chart                    | 77             |
| French Albums Chart                   | 31             |
| Japanese Albums Chart                 | 11             |
| UK Independent Albums                 | 13             |
| UK Albums Chart                       | 103            |

## Canciones

### Singles
| 2010 | "Just Your Fool"        | 1  | 2  | 1 | 10 | 1  | 66 |
| 2010 | "Crossroads"            | 1  | 50 | — | —  | 15 | —  |
| 2010 | "How Blue Can You Get?" | 5  | —  | 5 | 20 | —  | —  |
| 2010 | "Rollin' and Tumblin'"  | 2  | —  | 3 | 2  | 4  | —  |
| 2010 | "Early in the Mornin'"  | 1  | 15 | 5 | 2  | 5  | —  |
| 2010 | "Romance in the Dark"   | 17 | —  | — | —  | —  | —  |
| 2010 | "Shattered Dreams"      | 25 | —  | — | —  | 1  | —  |
| 2010 | "I Don't Want to Cry"   | —  | —  | — | —  | 1  | —  |

## Premios
| Año  | Álbum/Canción | Premios        | Categoría                    | Resultado |
| ---- | ------------- | -------------- | ---------------------------- | --------- |
| 2010 | Memphis Blues | Premios Grammy | Best Traditional Blues Album | Nominado  |

## Personal
- Scott Bomar – producción
- B.B. King – voz adicional[13]
- Jonny Lang – voz
- Cyndi Lauper – producción, voz
- Charlie Musselwhite
- Ann Peebles – voz adicional
- "Skip" Charles Pitts
- Lester Snell[14]
- Allen Toussaint – Teclado
- William Wittman
- Howard Grimes – batería
- Leroy Hodges – bajo
- Marc Franklin – trompeta
- Derrick Williams – saxofón tenor
- Kirk Smothers – saxofón barítono